# Bountiem Phissamay

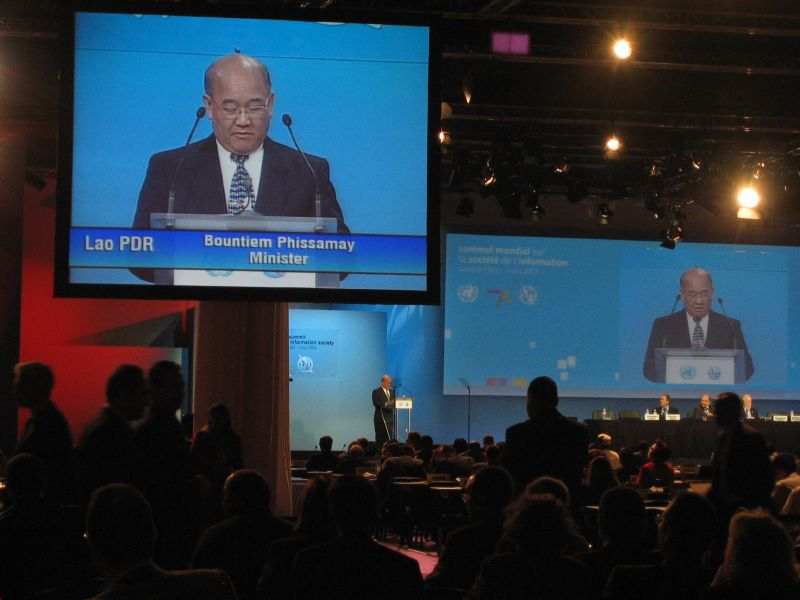
Bountiem Phissamay phát biểu vào tháng 11 năm 2005

Bountiem Phissamay hay Bounteim Phitsamai (sinh ngày 15 tháng 9 năm 1942) là một chính trị gia và nhà khoa học người Lào. Ông sinh ra ở Luang Prabang. Ông được đào tạo ở Pháp và có bằng tiến sĩ vật lý và toán học. Ông là Chủ tịch Cơ quan Khoa học, Công nghệ và Môi trường (STEA) tại Lào và từng là Chủ tịch Liên đoàn Bóng đá Lào. Năm 2010, ông là Bộ trưởng, Trưởng ban Tổ chức Khoa học, Công nghệ và Môi trường của Lào.
Ông là đại biểu Quốc hội Lào. Ông được trao tặng danh hiệu Trí thức xuất sắc thế kỷ 21 năm 2000. Ông là thành viên của IBC, International Biographical của Đại học Cambridge, Anh. Ông từng học tại Đại học Toulouse và Đại học Soka.